# 最相葉月
最相 葉月（さいしょう はづき、1963年11月26日 - ）は、ノンフィクションライター、編集者。

## 来歴・人物
東京都生まれの神戸市育ち。関西学院大学法学部法律学科卒（国際法専攻）。旭通信社大阪支社でのラジオ・テレビ担当の営業、上京して学術系出版社、PR誌編集事務所の中原編集室勤務を経て、フリーの編集者兼ライターとなる。執筆する主なテーマは科学技術と人間の関係性、スポーツ、教育、音楽など。
第4回小学館ノンフィクション大賞を受賞した1998年刊行の『絶対音感』がベストセラーとなる。2007年刊行の『星新一 一〇〇一話をつくった人』は第34回大佛次郎賞、第29回講談社ノンフィクション賞、第28回日本SF大賞、第61回日本推理作家協会賞（評論その他の部門）、第39回星雲賞ノンフィクション部門を受賞した。
編集者としては『季刊子ども学』（ベネッセ教育研究所）で、子どもの逸脱、消費文化、異文化コミュニケーション、震災などを主に扱っている。
「最相」姓は、母の旧姓を使用した筆名である。最相姓は岡山県に多い。台湾総督府の役人だった祖父の実家は岡山県総社市にある。祖父の父親は台湾の高雄で郵便局長を務めた。
2021年、北九州市立文学館の「こどもノンフィクション文学賞」で悠仁親王が佳作を受賞したときの選考委員を務めた（仔細については北九州市立文学館#文学賞をめぐる動向を参照のこと）。

## 著書

### 単著
- 『高原永伍、「逃げ」て生きた!　風の人35年間のバンク・オブ・ドリームス』徳間書店、1994年7月。ISBN 4-19-860138-0。
- 『絶対音感』小学館、1998年3月。ISBN 4-09-379217-8。
  - 『絶対音感』小学館〈小学館文庫〉、2002年10月。ISBN 4-09-403066-2。
  - 『絶対音感』新潮社〈新潮文庫〉、2006年5月。ISBN 4-10-148223-3。
- 『なんといふ空』中央公論新社、2001年5月。ISBN 4-12-003148-9。
  - 『なんといふ空』中央公論新社〈中公文庫〉、2004年6月。ISBN 4-12-204381-6。
  - 『なんといふ空』PHP研究所、2014年8月。ISBN 978-4-569-81969-3。 - 増補復刊
- 『青いバラ』小学館、2001年5月。ISBN 4-09-389231-8。
  - 『青いバラ』新潮社〈新潮文庫 さ-53-1〉、2004年6月。ISBN 4-10-148221-7。
  - 『青いバラ』岩波書店〈岩波現代文庫　B-246〉、2014年9月。ISBN 978-4-00-602246-4。 - 岩波現代文庫版あとがき加筆
- 『あのころの未来　星新一の預言』新潮社、2003年4月。ISBN 4-10-459801-1。
  - 『あのころの未来　星新一の預言』新潮社〈新潮文庫〉、2005年9月。ISBN 4-10-148222-5。
- 『最相葉月のさいとび』筑摩書房、2003年12月。ISBN 4-480-81459-0。
- 『東京大学応援部物語』集英社、2003年9月。ISBN 4-08-781153-0。
  - 『東京大学応援部物語』新潮社〈新潮文庫〉、2007年11月。ISBN 978-4-10-148224-8。
- 『熱烈応援！スポーツ天国』筑摩書房〈ちくまプリマー新書〉、2005年1月。ISBN 4-480-68704-1。
- 『いのち　生命科学に言葉はあるか』文藝春秋〈文春新書〉、2005年10月。ISBN 4-16-660474-0。 - 鷲田清一、柳澤桂子他12人の専門家との対談集。
- 『星新一　一〇〇一話をつくった人』新潮社、2007年3月。ISBN 978-4-10-459802-1。
  - 『星新一　一〇〇一話をつくった人』 上、新潮社〈新潮文庫〉、2010年3月。ISBN 978-4-10-148225-5。 - 修正加筆。人名索引と年譜を追加。
  - 『星新一　一〇〇一話をつくった人』 下、新潮社〈新潮文庫〉、2010年3月。ISBN 978-4-10-148226-2。
- 『ビヨンド・エジソン　12人の博士が見つめる未来』ポプラ社、2009年9月。ISBN 978-4-591-11152-9。
  - 『ビヨンド・エジソン　12人の博士が見つめる未来』ポプラ社〈ポプラ文庫〉、2012年2月。ISBN 978-4-591-12753-7。 - 元地震学会会長・石田瑞穂との対談「東日本大震災を受けて」を加筆。
- 『セラピスト』新潮社、2014年1月。ISBN 978-4-10-459803-8。
  - 『セラピスト』新潮社〈新潮文庫〉、2016年10月。ISBN 978-4-101-48227-9。 - 文庫版特別書き下ろし「回復の先に道をつくる」を加筆。
- 『最相葉月　仕事の手帳』日本経済新聞出版社、2014年4月。ISBN 978-4-532-16927-5。
- 『調べてみよう、書いてみよう』講談社、2014年11月。ISBN 978-4-06-287007-8。
- 『れるられる』岩波書店、2015年1月。ISBN 978-4-00-028729-6。
- 『ナグネ 中国朝鮮族の友と日本』岩波書店〈岩波新書〉、2015年3月。ISBN 978-4-00-431539-1。
- 『東工大講義 生涯を賭けるテーマをいかに選ぶか』ポプラ社、2015年11月。ISBN 978-4-591-14740-5。
  - 『理系という生き方　東工大講義　生涯を賭けるテーマをいかに選ぶか』ポプラ社〈ポプラ新書〉、2018年2月。ISBN 978-4-591-15801-2。 - 池上彰との対談「『一生を捧げるテーマ』との出会い方」を増補。
- 『辛口サイショーの人生案内』ミシマ社、2015年12月。ISBN 978-4-903908-71-7。
- 『辛口サイショーの人生案内DX』ミシマ社、2021年8月。ISBN 978-4-909394-55-2。
- 『証し 日本のキリスト者』KADOKAWA、2023年1月。ISBN 978-4-04-601900-4。
- 『中井久夫 人と仕事』みすず書房、2023年8月。ISBN 978-4-622-09603-0。
- 『母の最終講義』ミシマ社、2024年1月。ISBN 978-4-909-39499-6。

### 監修・共著
- 『星新一　空想工房へようこそ』最相葉月監修、新潮社〈とんぼの本〉、2007年11月。ISBN 978-4-10-602164-0。
- 星新一 著、新井素子 編『ほしのはじまり　決定版星新一ショートショート』角川書店、2007年11月。ISBN 978-4-04-873830-9。 - 新井素子との対談を収録。
- 瀬名秀明共著『未来への周遊券』ミシマ社、2010年3月。ISBN 978-4-903908-17-5。
- 加藤寛共著『心のケア――阪神・淡路大震災から東北へ』講談社〈講談社現代新書〉、2011年9月。ISBN 978-4062881210。
- 『特別授業3.11君たちはどう生きるか』河出書房〈14歳の世渡り術〉、2012年3月。ISBN 978-4-309-61672-8。
  - 『特別授業3.11君たちはどう生きるか』あさのあつこ, 池澤夏樹,鷲田清一, 鎌田浩毅, 橋爪大三郎, 最相葉月, 橘木俊詔, 斎藤環, 田中優 著 河出文庫 2021
- 増崎英明共著『胎児のはなし』ミシマ社、2019年1月。 ISBN 978-4-90939417-0
- 武田裕熙共著『口笛のはなし』ミシマ社、2025年2月。 ISBN 978-4-91122615-5

### アンソロジー
- 日本文藝家協会 編『落葉の坂道　ベスト・エッセイ2002』光村図書出版、2002年6月。ISBN 4-89528-196-5。
- 文藝春秋 編『わたしの詩歌』文藝春秋〈文春新書〉、2002年12月。ISBN 4-16-660289-6。
- よしもとばななほか『発見』幻冬舎〈幻冬舎文庫〉、2004年8月。ISBN 4-344-40563-3。
- 日本エッセイスト・クラブ 編『美女という災難』文藝春秋〈ベスト・エッセイ集 2008年版〉、2008年8月。ISBN 978-4-16-370550-7。 - 「ラジオの日々」収録。
- 大森望、日下三蔵 編『超弦領域　年刊日本SF傑作選』東京創元社〈創元SF文庫 734-02〉、2009年6月。ISBN 978-4-488-73402-2。 - 「幻の絵の先生」収録。
- 「いい人に会う」編集部 編『こころに響いた、あのひと言』岩波書店〈文春新書〉、2010年2月。ISBN 978-4-00-022895-4。
- 池澤夏樹 編『本は、これから』岩波書店〈岩波新書〉、2010年11月。ISBN 978-400-431280-2。
- 岩波書店編集部 編『3.11を心に刻んで』岩波書店、2012年3月。ISBN 978-4-00-023045-2。
- 『とっさの方言』ポプラ社〈ポプラ文庫〉、2012年8月。ISBN 978-4-591-13044-5。
- 苦楽堂 編『続・次の本へ』苦楽堂、2015年12月。ISBN 978-4-908087-02-8。
- 『ベスト・エッセイ THE BEST ESSAY 2020』 日本文藝家協会編、光村図書出版、2020年8月。ISBN 978-4-8138-0270-9。-「毎日が新しいという生き方」収録。
- 『猫はあくびで未来を描く The cat creates the future by a yawn.』 『ねこ新聞』監修 竹書房、2020年9月。ISBN 978-4-8019-2381-2。- 「二番手の命」収録。
- 『ベスト・エッセイ  THE BEST ESSAY 2021』 日本文藝家協会編、光村図書出版、2021年8月。ISBN 978-4-8138-0370-6。-「リモートで、さようなら」収録。
- 『大人になるまでに読みたい15歳のエッセイ②　こころがさわぐ』和合亮一編・エッセイ、ゆまに書房、2022年3月。ISBN 978-4-8433-61 46-7。- 「夏の花」収録。

### 映像化
- 「ココニイルコト」2001年 長澤雅彦監督　原案「わが町 大阪」『なんといふ空』所収

### その他
- 藤子・F・不二雄大全集『みきおとミキオ/バウバウ大臣』（2011年、小学館） - 解説を執筆